# Лепосавић
Лепосавић је градско насеље и седиште истоимене општине у Србији, које се налази у северном делу Косова и Метохије и припада Косовскомитровачком управном округу. Према процени из 2011. године било је 3.702 становника.
Површина катастарске општине Лепосавић, где је атар насеља, износи 1.400 ha.

## Историја
Назив Лепосавић је добио по истоименом засеоку из кога су староседеоци дошли, а који се налази у околини Андријевице. Некада једна фамилија, која је бежећи од Турака населила ово место се поделила на четири: Недељковићи, Милојевићи, Радосављевићи и Јевремовићи. Недељковићи, Радосављевићи и Јевремовићи су населили Улије, док су Милојевићи остали у Лепосавићу. Нешто касније, у Лепосавић су се населили Васићи и Ђоковићи, а Лепосавску реку Милановићи.
Крајем 19. и почетком 20. столећа, српски народ се исељавао из Лепосавића због арбанашког и турског терора, који је укључивао нападе, убиства, рањавања, пљачке, отимање стоке и друге злочине.
Изнад Лепосавића, са северне стране, на брду налазе се трагови старе гробљанске цркве, чији су зидови високи један метар, озидани од тесаника кречњака посвећене Успењу Св. Богородице.
Друга црква је била посвећена празнику Цвети — Христовом уласку у Јерусалиму. У Другом светском рату, на рушевинама ове цркве Немци и Руси-белогардејци су начинили бункер.
Новија лепосавићка црква је сазидана 1935. године, на темељима старије цркве. Посвећена је Распећу Христовом, а у народу је познатија под именом Велики петак. У самом центру насеља саграђен је Храм посвећен св. Василију Острошком и Тврдошком (2000. године).
Прва стамбена зграда са пет станова у друштвеном власништву у Лепосавићу је изграђена 1957. године. Међу првим зградама су саграђене зграде СО Лепосавић, Милиције, зграда Општинског суда и Поште. У периоду после 1961. па до данас у Лепосавићу су основана бројна друштвена предузећа и то : ДД Флотација Копаоник, ДДО Храст, Пролетер, Прва петолетка, АД Кристал, АД Житопродукт, ШГ Ибар, ДУП Копаоник, ЈКП 24. новембар.

## Инфраструктура
У Лепосавићу постоји Дом здравља са службом за хитну помоћ, четири апотеке, Центар за социјални рад, ПИО, Завод за социјално осигурање, Национална служба за запошљавање, Црвени крст, Дом пензионера. Постоје филијале више банки и то: Косовско-метохијска банка — Звечан, Комерцијална банка — Београд, Југобанка — Косовска Митровица, Народна банка — трезор из Крагујевца и Управа јавних плаћања из Косовске Митровице, као и подфилијала Прокредит банке. Саобраћајну функцију у Лепосавићу врши аутотранспортно предузеће Аутопревоз из Рашке, железничка и аутобуска станица и пошта.

## Образовање
У Лепосавићу се налази основна школа „Лепосавић”, дечји вртић „Наша радост”. Од 1999. у Лепосавић су измештени Висока техничка школа „Никола Тесла” из Урошевца, Висока економска школа струковних студија из Пећи, Учитељски факултет из Призрена, Факултет за физичку културу из Приштине и Институт за српску културу — Приштина.

## Демографија
Према попису из 1981. године место је било већински насељено Србима. Након рата 1999. године Срби нису напуштали Лепосавић.
| Етнички састав према попису из 1981.‍ | Етнички састав према попису из 1981.‍ | Етнички састав према попису из 1981.‍ | Етнички састав према попису из 1981.‍ | Етнички састав према попису из 1981.‍ |
| ------------------------------------ | ------------------------------------ | ------------------------------------ | ------------------------------------ | ------------------------------------ |
|                                      |                                      |                                      |                                      |                                      |
| Срби                                 | Срби                                 |                                      | 2.241                                | 94%                                  |
| Црногорци                            | Црногорци                            |                                      | 40                                   | 1,7%                                 |
| Албанци                              | Албанци                              |                                      | 34                                   | 1,4%                                 |
| Југословени                          | Југословени                          |                                      | 26                                   | 1,1%                                 |
| Укупно: 2.384                        |                                      |                                      |                                      |                                      |

Број становника на пописима:
|             | \| Демографија[4] \| Демографија[4] \| Демографија[4] \| \| Година \| Становника \| Становника \| \| -------------- \| -------------- \| -------------- \| \| 1948. \| 168 \| \| \| 1953. \| 298 \| \| \| 1961. \| 410 \| \| \| 1971. \| 1.191 \| \| \| 1981. \| 2.384 \| \| \| 1991. \| 3.105 \| \| |            |
| Демографија | |            |
| Година      | Становника | Становника |
| 1948.       | 168 |            |
| 1953.       | 298 |            |
| 1961.       | 410 |            |
| 1971.       | 1.191 |            |
| 1981.       | 2.384 |            |
| 1991.       | 3.105 |            |

### Родови
Први досељеници овог насеља се сматрају родови: Јевремовићи, Недељковићи, Радосвљевићи, Милојевићи, Васићи, Ђоковићи и Милановићи који су се доселили у 19. веку.